# Oleh Bereschnyj
Oleh Mykolajowytsch Bereschnyj (ukrainisch Олег Миколайович Бережний, wiss. Transliteration Oleh Mykolajovyč Berežnyj; * 18. Januar 1984 in Sumy, Ukrainische SSR, Sowjetunion) ist ein ehemaliger ukrainischer Biathlet.
Oleh Bereschnyj war Profisportler, ist von Beruf Manager für internationale Beziehungen und arbeitet als Aspirant an der Nationalen Agraruniversität Sumy. Er trainiert bei Armeesportklub Sumy. Zwischen 2002 und 2005 nahm er jeweils an insgesamt vier Junioren-Weltmeisterschaften und Junioren-Europameisterschaften teil. Bei seinen ersten Weltmeisterschaften in Ridnaun gewann er hinter Christoph Knie Silber im Einzel, 2003 in Kościelisko erneut Silber hinter Knie, nun in der Verfolgung. Zudem gewann er Bronze mit der Staffel. Auch bei seiner dritten Junioren-WM in Haute-Maurienne gewann er eine Medaille, Bronze im Einzel. Nur bei seiner letzten WM in Kontiolahti gewann Bereschnyj keine Medaillen. Bei seiner ersten EM in Kontiolahti konnte er als bestes Ergebnis einen sechsten Platz im Einzel erreichen. 2003 in Forni Avoltri wurde ein vierter Rang mit der Staffel bestes Ergebnis. In Minsk gewann er 2004 mit Bronze im Einzel und Silber mit der Staffel seine ersten EM-Medaillen. Besonders erfolgreich verlief für Bereschnyj dessen letzte Junioren-EM in Nowosibirsk. Er gewann den Titel im Sprint sowie Silber im Einzel und in der Verfolgung (hinter Ondřej Moravec) und Bronze mit der Staffel. In Bansko trat er 2007 erstmals auch bei einer Senioren-EM an. Bestes Ergebnis wurde ein 32. Platz in der Verfolgung.
Die Sommerbiathlon-Europameisterschaften 2007 im ukrainischen Tyssowez brachten ihm die Goldmedaille in der Mixedstaffel und die Bronzemedaille im Sprint. Bei den Sommerbiathlon-Weltmeisterschaften 2007 in Otepää wurde er Achter im Massenstart und errang mit der Mixed-Crosslaufstaffel die Silbermedaille. Mit der Staffel wurde diese Platzierung, diesmal auf Skirollern, unter den wertungsberechtigten Staffeln bei den Sommerbiathlon-Weltmeisterschaften 2012 in Ufa wiederholt.
In der Saison 2003/04 startete Bereschnyj im Junioren-Europacup, wo er in Ridnaun im Sprint und in Obertilliach Einzel jeweils Zweiter wurde. Seit der Saison 2005/06 trat er meist im Europacup an und konnte erstmals im ersten Rennen dieser Saison im Biathlon-Weltcup antreten. Er wurde 68. im Sprint von Östersund. Im Weltcup wurde er zwei Jahre lang nur sehr sporadisch eingesetzt. Bei der dritten Weltcupstation der Saison 2007/08 belegte er in Pokljuka in einem Einzelrennen den vierten Platz und konnte sich erstmals in der Weltspitze platzieren.
Bei der Winter-Universiade in Harbin (China) gelang ihm 2009 nach der Silbermedaille im Sprint der Sieg im Verfolgungsrennen.
Oleh Bereschnyj ist einer der treffsichersten Athleten im Weltcup. In der Saison 2008/2009 führt er die Statistik der besten Schützen mit 94 % Trefferquote vor Simon Eder an.

## Biathlon-Weltcup-Platzierungen
Die Tabelle zeigt alle Platzierungen (je nach Austragungsjahr einschließlich Olympische Spiele und Weltmeisterschaften).
- 1.–3. Platz: Anzahl der Podiumsplatzierungen
- Top 10: Anzahl der Platzierungen unter den ersten zehn (einschließlich Podium)
- Punkteränge: Anzahl der Platzierungen innerhalb der Punkteränge (einschließlich Podium und Top 10)
- Starts: Anzahl gelaufener Rennen in der jeweiligen Disziplin
- Staffel: inklusive Mixed- und Single-Mixed-Staffeln

| Platzierung                      | Einzel | Sprint | Verfolgung | Massenstart | Staffel | Gesamt |
| -------------------------------- | ------ | ------ | ---------- | ----------- | ------- | ------ |
| 1. Platz                         |        |        |            |             |         |        |
| 2. Platz                         |        |        |            |             |         |        |
| 3. Platz                         |        |        |            |             | 1       | 1      |
| Top 10                           | 1      |        |            |             | 2       | 3      |
| Punkteränge                      | 3      |        | 1          |             | 4       | 8      |
| Starts                           | 7      | 15     | 2          |             | 4       | 28     |
| Stand: nach der Saison 2009/2010 |        |        |            |             |         |        |